# Eriosynaphe
- Commons
- Wikispecies

Eriosynaphe é um género botânico pertencente à família Apiaceae.